# Алфа (Њу Џерзи)
Алфа (енгл. Alpha) град је у америчкој савезној држави Њу Џерзи.

## Демографија
По попису из 2010. године број становника је 2.369, што је 113 (-4,6%) становника мање него 2000. године.
| Група             | 2000.         | 2010.         |
| Белци             | 2.374 (95,6%) | 2.115 (89,3%) |
| Афроамериканци    | 7 (0,3%)      | 57 (2,4%)     |
| Азијати           | 30 (1,2%)     | 36 (1,5%)     |
| Хиспаноамериканци | 47 (1,9%)     | 125 (5,3%)    |
| Укупно            | 2.482         | 2.369         |